# 邑楽町立邑楽南中学校
邑楽町立邑楽南中学校（おうらちょうりつ おうらみなみちゅうがっこう）は、群馬県邑楽郡邑楽町にある公立中学校。昭和60年の創立で、県勢要覧では県内公立中学校の最後に列せられている。通称は「邑南」（おうなん）。

## 沿革
昭和50年代、邑楽町内には公立中学校は邑楽中学校の1校だけがあり、生徒数1200数十名、職員も50名を超える、群馬県内でも屈指の大規模校であった。邑楽中学校の規模を適正化するため、邑楽町内に中学校を新設する必要に迫られて邑楽南中学校が設立された。 
- 1985年4月1日 - 邑楽南中学校 開校

## 学区
- 群馬県邑楽郡邑楽町22～32区

## 交通
- 東武鉄道小泉線本中野駅より徒歩30分

## 学校周辺
- 邑楽町立長柄小学校

町民体育館、スポーツレクリエーション広場など町営の文化振興施設が隣接する形で林立する。